# Хюрлиман, Патрик
Па́трик Хю́рлиман (нем. Patrick Hürlimann (Huerlimann); род. 9 июля 1963, Цуг) — швейцарский кёрлингист, тренер по кёрлингу, спортивный функционер. Чемпион зимних Олимпийских игр 1998.
Играл на позиции четвёртого. Был скипом своей команды. Закончил карьеру игрока в 2002, в дальнейшем принимал эпизодическое участие в турнирах.
В 2003—2006 — тренер мужской сборной Швейцарии.
С 2006 — спортивный функционер, сотрудник организаций по управлению швейцарским, а затем международным кёрлингом.
Как глава комитета по маркетингу и коммуникациям Всемирной федерации кёрлинга (англ. head of the Marketing and Communications Committee of the WCF), разработал систему начисления баллов, которая используется в расчёте рейтинга национальных сборных ВФК, как относительный показатель силы сборной команды на текущий момент, позволяющий оценить динамику роста команды. Впервые рейтинг начал публиковаться с конца 2006 года, обновляется несколько раз в год после значимых турниров (чемпионаты континентов, мира, Олимпийские игры и т. п.). Рейтинг рассчитывается (на настоящее время) для мужских сборных, женских сборных, смешанных парных (дабл-микст) сборных и сборных по кёрлингу на колясках.
В 2010—2012 был вице-президентом Всемирной федерации кёрлинга.
В 2014 введён в Международный зал славы кёрлинга (англ. en:WCF Hall of Fame).

## Достижения
- Зимние Олимпийские игры: золото (1998).
- Чемпионат мира по кёрлингу среди мужчин: серебро (1989), бронза (1996, 1999).
- Чемпионат Швейцарии по кёрлингу среди мужчин: золото (1986, 1989, 1996, 1999, 2001, 2008)[7].

## Команды
| Сезон   | Четвёртый       | Третий          | Второй           | Первый          | Запасной                                 | Тренер                           | Турниры                              |
| ------- | --------------- | --------------- | ---------------- | --------------- | ---------------------------------------- | -------------------------------- | ------------------------------------ |
| 1985—86 | Юрг Таннер      | Патрик Хюрлиман | Патрик Лёртшер   | Марио Гросс     |                                          |                                  | ЧЕ 1985 (5 место), ЧМ 1986 (5 место) |
| 1988—89 | Патрик Хюрлиман | Андреас Хенни   | Патрик Лёртшер   | Марио Гросс     |                                          |                                  | ЧМ 1989                              |
| 1995—96 | Патрик Хюрлиман | Патрик Лёртшер  | Даниэль Гуткнехт | Диего Перрен    | Штефан Кайзер                            |                                  | ЧМ 1996                              |
| 1997—98 | Патрик Хюрлиман | Патрик Лёртшер  | Даниель Мюллер   | Диего Перрен    | Доминик Андрес                           | Штефан Кайзер, Фредерик Жан (ЧЕ) | ЧЕ 1997 (5 место), · ЗОИ 1998        |
| 1998—99 | Патрик Хюрлиман | Доминик Андрес  | Мартин Романг    | Диего Перрен    | Патрик Лёртшер                           |                                  | ЧМ 1999                              |
| 1999—00 | Патрик Хюрлиман | Доминик Андрес  | Мартин Романг    | Диего Перрен    | Патрик Лёртшер                           | Штефан Кайзер                    | ЧЕ 1999 (4 место), ЧМ 2000 (6 место) |
| 2001—02 | Патрик Хюрлиман | Доминик Андрес  | Мартин Романг    | Диего Перрен    | Патрик Лёртшер                           |                                  | ЧМ 2002 (5 место)                    |
| 2007—08 | Клаудио Пеша    | Патрик Хюрлиман | Паскаль Зибер    | Марко Баттилана | Марио Фрайбергер (ЧШМ), Тони Мюллер (ЧМ) | Heinz Schmid                     | ЧШМ 2008 · ЧМ 2008 (11 место)        |

(скипы выделены полужирным шрифтом)

## Результаты как тренера национальных сборных
| Год  | Турнир                                       | Сборная             | Место |
| ---- | -------------------------------------------- | ------------------- | ----- |
| 2003 | Чемпионат мира по кёрлингу среди мужчин 2003 | Швейцария (мужчины) | 2     |
| 2005 | Чемпионат Европы по кёрлингу 2005            | Швейцария (мужчины) | 4     |
| 2006 | Зимние Олимпийские игры 2006                 | Швейцария (мужчины) | 5     |
| 2006 | Чемпионат мира по кёрлингу среди мужчин 2006 | Швейцария (мужчины) | 5     |